# Jolanda Keizer
Jolanda Keizer (Amsterdam, 5 aprile 1985) è una multiplista olandese.

## Palmarès
| Anno | Manifestazione   | Sede       | Evento     | Risultato | Prestazione | Note |
| ---- | ---------------- | ---------- | ---------- | --------- | ----------- | ---- |
| 2005 | Europei under 23 | Erfurt     | Eptathlon  | 6ª        | 5760 p.     |      |
| 2007 | Europei under 23 | Debrecen   | Eptathlon  | Argento   | 6219 p.     |      |
| 2007 | Mondiali         | Osaka      | Eptathlon  | 14ª       | 6102 p.     |      |
| 2008 | Giochi olimpici  | Pechino    | Eptathlon  | 8ª        | 6370 p.     |      |
| 2009 | Europei indoor   | Torino     | Pentathlon | Argento   | 4644 p.     |      |
| 2010 | Europei          | Barcellona | Eptathlon  | dnf       | dnf         |      |